# 11206 Bibee
A 11206 Bibee (ideiglenes jelöléssel 1999 FR29) a Naprendszer kisbolygóövében található aszteroida. A LINEAR projekt keretében fedezték fel 1999. március 19-én.